# Forever Your Girl
Forever Your Girl je debutové album americké zpěvačky Pauly Abdul, které vyšlo v roce 1988. Album se dostalo na první místo prodejnosti v USA po 62 týdnech od samotného vydání desky. Alba se prodalo přes 20 milionů kopií a obsahuje známé písně jako Straight Up nebo Opposites Attract.

## Seznam písní
1. "(It's Just) the Way That You Love Me" – 5:22
2. "Knocked Out „– 3:52
3. “Opposites Attract"– 4:24
4. "State of Attraction" – 4:04
5. "I Need You" – 5:01
6. "Forever Your Girl" – 4:58
7. "Straight Up" – 4:11
8. "Next to You" – 4:26
9. "Cold Hearted" – 3:51
10. "One of the Other" – 4:10

## Umístění ve světě
| Stát           | Umístění |
| -------------- | -------- |
| USA            | 1        |
| Velká Británie | 3        |

| Prodejnost | Počet       |
| ---------- | ----------- |
| Celkem     | 20,000,000+ |